# Ловска
Ловска је насељено место у саставу града Новске, у западној Славонији, Република Хрватска.

## Положај
Ловска се налази северно од Новске, на западним падинама Блатушког брда.

## Прошлост
Место је 1885. године било у Ново-градишком изборном срезу за српски црквено-народни сабор. У њему је тада записано 1255 православаца.

### Рат у Хрватској
Место се, у складу са својим етничким саставом, прикључило САО Западној Славонији током септембра 1991. Припадници Збора народне гарде су током акције Оркан 91 18. новембра 1991. заузели и опљачкали село, а становништво је прогнано из својих домова.

## Становништво
На попису становништва 2011. године, Ловска је имала само 9 становника.

## Духовни живот
У месту постоји парохијска православна црква посвећена Св. великомученику Теодору Тирону, подигнута 1786. године. Током ратних дејстава 1991. године, црква је порушена и до данас није обновљена.

## Попис 1991.
На попису становништва 1991. године, насељено место Ловска је имало 228 становника, следећег националног састава:
| Попис 1991.‍ | Попис 1991.‍ | Попис 1991.‍ | Попис 1991.‍ | Попис 1991.‍ |
| ----------- | ----------- | ----------- | ----------- | ----------- |
|             |             |             |             |             |
| Срби        | Срби        |             | 222         | 97,36%      |
| Југословени | Југословени |             | 4           | 1,75%       |
| Хрвати      | Хрвати      |             | 1           | 0,43%       |
| непознато   | непознато   |             | 1           | 0,43%       |
| укупно: 228 |             |             |             |             |